# 朱祁鉦
棗陽安穆王朱祁鉦（1437年—1476年），明朝第一代枣阳王，母夫人馬氏，襄憲王朱瞻墡庶三子，明仁宗之孫。

## 生平
1437年，朱祁鉦出生，正統五年（1440年）四月，明英宗为他赐名祁鉦。正統八年（1443年）正月，英宗遣恭順侯吳克忠為正使，戶部右侍郎王質為副使前往長沙府，持節冊封朱祁鉦為棗陽王。同年九月，其父朱瞻墡要求朝廷每年赐给朱祁鉦禄米，得到朝廷同意。正统十年（1445年），其父朱瞻墡乞求朝廷批准湖廣三司工匠为他建造王府宫殿，明英宗虽然同意，却只允许襄王府动员府内軍校相担任工匠，后来，他的王府在襄阳城东北落成。景泰六年（1455年）四月，明代宗遣建平伯高遠等為正使，給事中曾衡等為副使，持節冊封千戶樊源的女兒為棗陽王妃。
成化三年（1467年）九月，朱祁鉦生母夫人馬氏逝世，但由于朝廷严格限制宗室离开封地，其父朱瞻墡就请求朝廷准许他出城送葬，明宪宗也同意了他的请求。成化十年（1474年）五月，朝廷将湖廣行省襄陽縣境内三十頃的闲置农田赏赐給襄府，其父朱瞻墡就乞求朝廷将田地赐给朱祁鉦耕种，经户部研议后，同意了朱瞻墡的请求，并免除其粮税。
成化十二年（1476年）二月，朱祁鉦逝世，时年四十岁，宪宗為此輟朝一日，按例賜祭葬，並賜諡號安穆。其陵寢位於襄陽城西壽安山。四年后庶长子朱見沔袭封棗陽王。